# Ludomir M Rogowski
Ludomir Michał Rogowski (Lublin (Polònia), 3 d'octubre, 1881 - Dubrovnik) (Croàcia), 13 de març, 1954), fou un compositor i director d'orquestra polonès.

## Biografia
Va estudiar composició amb Zygmunt Noskowski i Roman Statkowski a l'Institut de Música de Varsòvia, i direcció amb Emil Młynarski. Es va graduar el 1906, però va continuar els seus estudis el 1906-1907 al Conservatori Reial de Música de Leipzig, 1907-1908 a Munic, 1908-1909 a Roma i 1911-1912 a París.
Entre els anys 1909 i 1911 va dirigir una escola de música a Vílnius i va fundar una orquestra simfònica. En el període 1912–1914 va dirigir l'orquestra del Teatre Modern de Varsòvia. Durant la Primera Guerra Mundial va viure a París, on va compondre i va dirigir un cor. El 1921 va tornar a Varsòvia i el desembre de 1926 es va traslladar definitivament a Dubrovnik.

## Creativitat
L'obra de Ludomir Michał Rogowski inclou el postulat d'utilitzar la música popular com a font de creativitat musical. Pel que fa a l'estil, va proclamar que s'havien esgotat les possibilitats del sistema major-menor i va postular la introducció d'escales naturals creades com a resultat de la seqüència rítmica de quintes passes.